# Aenne Burda
Aenne Burda (Offenburg, 28 de julho de 1909 — Offenburg, 3 de novembro de 2005), nascida Anna Magdalene Lemminger, foi uma editora alemã do Burda Group, um grupo media com sede em Offenburg e Munique, Alemanha. Ela era um dos símbolos do milagre econômico alemão.

## Biografia
Aenne Burda nasceu em Offenburg, Império Alemão. Ela escolheu seu nome após a música popular Ännchen von Tharau. Ela era filha de um fogueiro de locomotivas a vapor em comboios/trens. Ela deixou a escola num convento aos 17 anos e tornou-se caixa na empresa de eletricidade de Offenburg. Em 1930, conheceu a gráfica e editora Franz Burda, filho de Franz Burda, fundador da gráfica Burda. O casal se casou um ano depois, em 9 de julho de 1931. Eles tiveram três filhos, Franz (1932-2017), Frieder (1936–2019) e Hubert (1940). Ela era a sogra da atriz Maria Furtwängler.
Burda fundou duas fundações de caridade, apoiando jovens académicos e idosos em sua cidade natal, Offenburg, respectivamente.
Aenne Burda morreu em sua cidade natal, Offenburg, na Alemanha, aos 96 anos, por causas naturais.

## Edição de revistas
Aenne e seu marido ajudaram a expandir os negócios da família em revistas femininas. Em 1949, Aenne Burda fundou uma empresa de impressão e publicação de revistas de moda em sua cidade natal, Offenburg. No mesmo ano, ela começou a publicar a revista Favorit, que mais tarde foi renomeada para Burda Moden. A primeira edição da revista Burda Moden foi publicada em 1950, com uma circulação de 100.000. Tornou-se popular no mercado após 1952, quando começou a incluir folhas de papel com padrões para roupas. Em 1987, Burda Moden se tornou a primeira revista ocidental publicada na União Soviética. Atualmente, o Burda Fashion é publicado em 90 países em 16 idiomas diferentes.
Em 1977, lançou a revista Burda CARINA, uma revista de moda e estilo de vida destinada a um público feminino mais jovem.

## Citações
- "Meu objetivo é montar modas práticas a um preço acessível que possa ser usado pelo maior número possível de mulheres".[5]
- "Aprendi a envelhecer com um coração jovem, mantendo assim minha alegria de viver, minha alegria de viver".[6]

## Prêmios
- 1974 Grande Cruz do Mérito da República Federal da Alemanha
- 1979 Anel de Honra de Offenburg por seu papel no desenvolvimento econômico da cidade
- 1984 Ordem de Mérito da Baviera
- 1985 Ordem de Mérito Baden-Württemberg
- 1989 Jakob Fugger Medal pela Bavarian Publishers Association (a primeira vez que isso foi concedido a uma mulher)
- 1989 Aenne Burda torna-se cidadã honorária de sua cidade natal, Offenburg.
- Ordem de Mérito Karl Valentin 1990
- 1994 Ordem de Mérito de Ouro da província de Salzburgo, Áustria
- 2001 Concedida à Star a mais alta Ordem de Mérito da República Federal Alemã por suas realizações excepcionais como mulher de negócios